# Gera (1956)
Gera – wschodnioniemiecki trałowiec i stawiacz min z lat 50. XX wieku, jedna z dziesięciu zbudowanych jednostek projektu 15. Okręt został zwodowany 18 grudnia 1956 roku w stoczni Peene-Werft w Wolgast, a do służby w marynarce wojennej NRD został wcielony 20 grudnia 1957 roku. Jednostka została skreślona z listy floty 14 października 1972 roku.

## Projekt i budowa
Konstrukcja trałowców bazowych projektu 15 (typu Krake) była rozwinięciem poprzedników – trałowców typu Habicht . Jednostki oprócz wykonywania zadań trałowych mogły spełniać funkcję stawiaczy min. Prace nad konstrukcją okrętów rozpoczęto w 1955 roku .
Okręt zbudowany został w stoczni Peene-Werft w Wolgast (numer stoczniowy 31) . Ceremonia wodowania odbyła się 18 grudnia 1956 roku .

## Dane taktyczno-techniczne
Okręt był trałowcem (stawiaczem min) o długości całkowitej 66,1 metra, szerokości 8,4 metra i zanurzeniu 2,52 metra . Wykonany ze stali kadłub jednostki podzielony był na 12 przedziałów wodoszczelnych. Wyporność standardowa wynosiła 553 tony, a pełna 741 ton.
Trałowiec napędzany był przez dwa silniki wysokoprężne 6KVD43A o łącznej mocy 2400 KM, poruszające dwiema śrubami, co pozwalało osiągnąć maksymalną prędkość wynoszącą 16,5 węzła. Zasięg wynosił 2465 Mm przy prędkości 12 węzłów . Energię elektryczną o napięciu 380 V zapewniał agregat prądotwórczy z silnikiem wysokoprężnym 8KND21.
Uzbrojenie artyleryjskie jednostki stanowiło pojedyncze działo kalibru 85 mm 90-K L/52 oraz pięć podwójnych zestawów działek automatycznych 2M-3M kal. 25 mm . Broń ZOP stanowiły dwa miotacze bomb głębinowych. Okręt zabierał też na pokład 30 min .
Wyposażenie trałowe stanowiły: trał kontaktowy MKT-1, elektromagnetyczny TEM-2 i akustyczny AT-2 . Wyposażenie radioelektroniczne obejmowało m.in. radar KSIB i sonar Tamir-11 .
Załoga okrętu składała się z 38 oficerów, podoficerów i marynarzy .

## Służba
Okręt został wcielony do służby w Volksmarine 20 grudnia 1957 roku . Początkowo jednostkę identyfikował jedynie numer 3005, a nazwę „Gera” otrzymała w styczniu 1960 roku . Trałowiec nosił numer burtowy 224, a później 242 . W latach 1963–1965 z okrętu zdemontowano radar KSIB, instalując w zamian stacje radiolokacyjne KSA-5 i Zarnica . Ostatnie opuszczenie bandery na okręcie odbyło się 14 października 1972 roku.